# Zaplecze (infrastruktura)
Zaplecze – obszar lub pomieszczenie na tzw. „tyłach”, gdzie znajdują się instytucje lub środki pomocnicze (materiały, narzędzia, przyrządy) potrzebne do funkcjonowania np. przedsiębiorstwa, wojska, szpitala itp.
Można wyróżnić:
- zaplecze naukowo-badawcze,
- zaplecze gospodarcze,
- zaplecze techniczne transportu (samochodowego, kolejowego itp.),
- zaplecze socjalne,
- zaplecze sklepu itd.